# Überschwemmungen in Afrika 2022

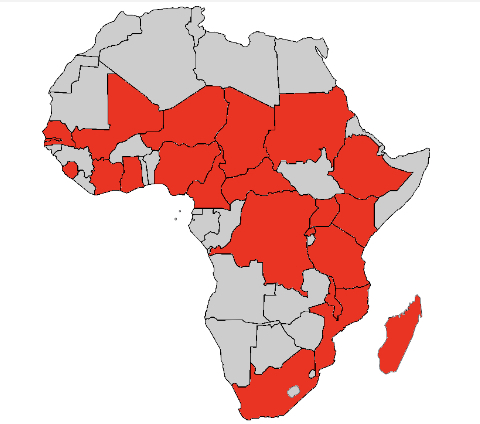
Eine Karte Afrikas mit den betroffenen Ländern in rot

Überschwemmungen in Afrika im Jahr 2022 haben weite Teile des Kontinents betroffen und fast 2.000 Menschen getötet. Das am schlimmsten betroffene Land war Nigeria mit über 610 Toten.

## Angola
Im Dezember haben Überschwemmungen in Angola zwei Menschen getötet, fünf Häuser zerstört und 238 weitere beschädigt.

## Äthiopien
Etwa 60.000 Menschen waren von Überschwemmungen in Äthiopien betroffen, die einige Infrastrukturen beschädigt haben.

## Benin
Siebenundzwanzig Gemeinden in Benin waren von Überschwemmungen betroffen, was zu 41 Todesfällen und über 670 zerstörten Häusern führte.

## Demokratische Republik Kongo
Von Ende Februar bis März starben mindestens 16 Menschen, darunter vier Kinder, in Bukavu, an den Überschwemmungen. Überschwemmungen im April töteten 20 Menschen, während im Mai weitere 21 Todesfälle gemeldet wurden. Im Dezember starben mindestens 169 Menschen bei Überschwemmungen in der am Kongo gelegenen Hauptstadt Kinshasa. Am 31. Dezember tötete nach Starkregen ein Erdrutsch im Osten des Landes in der Provinz Sud-Kivu 8 Menschen und verletzte 9 weitere schwer.

## Elfenbeinküste
Im Juni 2022 erlebte die Elfenbeinküste ihre tödlichsten Überschwemmungen in der Geschichte des Landes. Mindestens 15 Menschen starben, darunter sechs durch Erdrutsche und 114 wurden in Abidjan verletzt. Etwa 1.900 Häuser wurden beschädigt und 11.900 Menschen waren betroffen.

## Gabun
Ein durch Überschwemmungen verursachter Erdrutsch tötete sieben Menschen in der Nähe von Libreville.

## Gambia
Überschwemmungen in Gambia töteten mindestens 11 Menschen.

## Ghana
Zwei Tage starker Regenfälle hatten viele Häuser und eine Polizeistation beschädigt, die im Osten Ghanas unterwasser standen.

## Kamerun
Bis zum 20. September waren bis zu 37.439 Menschen aus 6.662 Familien von Überschwemmungen im Norden Kameruns betroffen. Mindestens 2 Menschen sind gestorben und etwa 95 wurden verletzt. Bis zu 9.413 Häuser und 88 Schulen waren beschädigt oder zerstört worden. Rund 2.394 Hektar Ernte wurden ebenfalls beschädigt, und 3.019 Rinder gingen verloren.

## Kenia
Sturzfluten hatten Hunderte von Familien nach einem schweren Regenguss in Westkenia vertrieben.

## Madagaskar
Am 18. Januar trafen Überschwemmungen Madagaskars Hauptstadt Antananarivo und töteten 10 Menschen. Von Ende Januar bis Februar zerstörten der Zyklon Batsirai und der Tropische Sturm Ana Tausende von Häusern und verursachten 179 Todesfälle in Madagaskar. Der Zyklon Gombe verursachte zwei weitere Todesfälle.

## Malawi
Im Januar brachen sechs Häuser zusammen und 126 weitere wurden bei Überschwemmungen in Malawi beschädigt. Der Tropische Sturm Ana verursachte 37 Todesfälle im Land, während der Zyklon Gombe im März weitere sieben Todesfälle verursachte.

## Mali
In Mopti wurden mindestens 550 Häuser durch Hochwasser beschädigt, das Dörfer mit einer Höhe von bis zu 22,0 m unter Wasser betauchte.

## Mosambik
Der tropische Sturm Ana führte zu 20 Todesfällen in Mosambik. Im März verursachte der Zyklon Gombe weitere 63 Tote und zerstörte Tausende von Häusern.

## Niger
Seit August sind mindestens 168 Menschen aufgrund von Überschwemmungen in Niger gestorben. Über 227.000 Menschen waren betroffen.

## Nigeria
Mindestens 33 der 36 Bundesstaaten Nigerias waren von Überschwemmungen betroffen. Mindestens 612 Menschen kamen ums Leben. Die Überschwemmungen verursachten zudem einen Cholera-Ausbruch, der weitere 64 Menschen tötete.  Eine Attributionsstudie der World Weather Attribution kam zu dem Ergebnis, dass die Überschwemmungen durch die globale Erwärmung etwa 80 Mal wahrscheinlicher wurden.

## Ruanda
Seit dem 1. Januar begannen schwere Stürme in ganz Ruanda. Bis zum 27. Januar waren 15 Menschen getötet und 37 Menschen verletzt worden. Sieben dieser Todesfälle und 26 der Verletzungen waren auf Blitzeinschläge zurückzuführen.

## Senegal
Mindestens drei Menschen in Dakar wurden infolge der Überschwemmungen getötet.

## Sierra Leone
Acht Todesfälle wurden in Freetown, der Hauptstadt von Sierra Leone, aufgrund von Überschwemmungen und Erdrutschen gemeldet.

## Südafrika

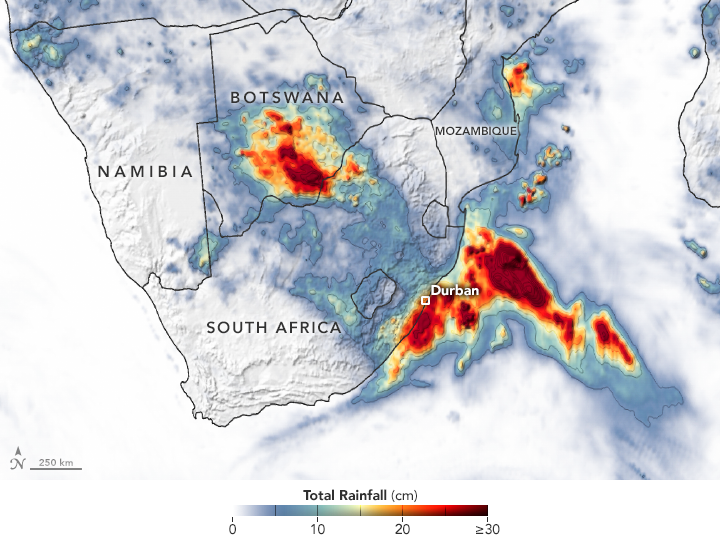
Geschätzte Niederschläge im südlichen Afrika vom 7. bis zum 13. April 2022.

Überschwemmungen ereigneten sich im Januar in der Provinz Ostkap und töteten vierzehn Menschen, darunter einen Polizisten, der versuchte, Menschen zu retten.
Im April haben Überschwemmungen mindestens 435 Menschen getötet, hauptsächlich in KwaZulu-Natal. Fast 1,6 Milliarden US-Dollar Schaden waren verursacht worden. Über 6.000 Häuser, meist im schlechten Zustand, wurden durch Überschwemmungen beschädigt oder zerstört.
Am 3. Dezember trafen Überschwemmungen eine Kirche in Johannesburg. Neun Menschen wurden tot aufgefunden und acht weitere wurden vermisst.

## Sudan
Überschwemmungen seit August haben 134 Menschen getötet. Über 47.000 Häuser wurden durch Hochwasser beschädigt.

## Tansania
Überschwemmungen in Tansania töteten Anfang Mai fünf Menschen.

## Tschad
Im August haben Überschwemmungen 17.000 Menschen im Tschad betroffen, was zur Zerstörung von 1.312 Häusern führte. Mindestens 22 Menschen waren gestorben, während 229 weitere verletzt wurden.

## Uganda
Überschwemmungen im Januar töteten 9 Menschen im Distrikt Kisoro. Im August töteten Überschwemmungen in der Eastern Region weitere 30 Menschen.

## Zentralafrikanische Republik
In der Zentralafrikanischen Republik hatten Überschwemmungen 85.300 Menschen betroffen, 11 getötet, mehr als 2.600 Häuser und 18.500 Hektar Getreide zerstört, zahlreiche andere Infrastrukturen beschädigt und mehr als 6.000 Menschen in 176 Städten und Dörfern in 12 der 17 Präfekturen des Landes vertrieben.